# Atolón Shaviyani
El atolón Shaviyani está ubicado en el norte de las Maldivas.

## Geografía
El atolón Shaviyani está situado entre los atolones Haa Dhaalu y Noonu, con 59.57 km (37 millas), es el atolón más grande del norte del país, tiene asignado la letra 'C' como código del atolón. Incluye 51 islas de las cuales solo 16 están habitadas, mientras que hay 35 deshabitadas.

## Economía
La población del atolón pasó de 14,000 habitantes en el año 2003.
La pesca y la agricultura son la base de la economía del atolón. La pesca es practicada durante todo el año, con palos y la pesca en los arrecifes es realizada en varias islas del atolón, en donde el mismo es también conocido por su artesanía, su estera como por el tejido de ropa.
Muchos de sus habitantes trabajan en el turismo y otras plazas comerciales en la capital del país, Malé.

## Administración
Las oficinas del atolón son responsables de los servicios públicos, de desarrollo y económicos. Fue fundada en el año de 1958, operando en las cercanías de Lhaimagu, posteriormente fue movida a la ahora capital Funadhoo, en enero de 1968.